# Nowa Zelandia na Zimowych Igrzyskach Olimpijskich Młodzieży 2012
Nową Zelandię na Zimowych Igrzyskach Olimpijskich Młodzieży 2012, które odbywały się w Innsbrucku reprezentowało 15 zawodników.

## Skład reprezentacji Nowej Zelandii

### Biathlon
Dziewczęta
| Zawodnik       | Konkurencja    | Bieg    | Bieg       | Miejsce |
| Zawodnik       | Konkurencja    | Czas    | Strzelanie | Miejsce |
| -------------- | -------------- | ------- | ---------- | ------- |
| Olivia Thomson | Sprint         | 23:41.4 | 0+1        | 45.     |
| Olivia Thomson | Bieg pościgowy | 41:40.3 | 0+0+2+0    | 45.     |

### Curling

#### Miksty
| Czwarty/-a  | Trzeci/-a        | Drugi/-a    | Otwierający/-a |
| ----------- | ---------------- | ----------- | -------------- |
| Luke Steele | Eleanor Adviento | David Weyer | Kelsi Heath    |

##### Klasyfikacja
| #  | Kraj              | W | P |
| -- | ----------------- | - | - |
| 1  | Szwajcaria        | 9 | 1 |
| 2  | Włochy            | 6 | 4 |
| 3  | Kanada            | 7 | 3 |
| 4  | Szwecja           | 7 | 3 |
| 5  | Stany Zjednoczone | 7 | 1 |
| 6  | Czechy            | 4 | 4 |
| 7  | Japonia           | 4 | 4 |
| 8  | Norwegia          | 4 | 5 |
| 9  | Chiny             | 3 | 5 |
| 10 | Wielka Brytania   | 3 | 4 |
| 11 | Rosja             | 3 | 4 |
| 12 | Korea Południowa  | 2 | 5 |
| 13 | Nowa Zelandia     | 2 | 5 |
| 14 | Austria           | 2 | 5 |
| 15 | Niemcy            | 1 | 6 |
| 16 | Estonia           | 1 | 6 |

| Grupa niebieska | Grupa niebieska   | Grupa niebieska | Grupa niebieska |
| #               | Kraj              | W               | P               |
| --------------- | ----------------- | --------------- | --------------- |
| 1               | Stany Zjednoczone | 7               | 0               |
| 2               | Szwajcaria        | 6               | 1               |
| 3               | Czechy            | 4               | 3               |
| 4               | Chiny             | 3               | 4               |
|                 | Norwegia          | 3               | 4               |
| 6               | Korea Południowa  | 2               | 5               |
| 7               | Nowa Zelandia     | 2               | 5               |
| 8               | Estonia           | 1               | 6               |

##### Round Robin
| Tor | Kraj | Kraj          | 1 | 2 | 3 | 4 | 5 | 6 | 7 | 8 | Ogółem |
| B   |      | Szwajcaria    | 1 | 1 | 0 | 1 | 0 | 2 | 1 | x | 6      |
| B   |      | Nowa Zelandia | 0 | 0 | 1 | 0 | 1 | 0 | 0 | x | 2      |

| Tor | Kraj | Kraj              | 1 | 2 | 3 | 4 | 5 | 6 | 7 | 8 | Ogółem |
| A   |      | Nowa Zelandia     | 0 | 0 | 0 | 1 | 0 | 1 | x | x | 2      |
| A   |      | Stany Zjednoczone | 2 | 2 | 1 | 0 | 5 | 0 | x | x | 10     |

| Tor | Kraj | Kraj          | 1 | 2 | 3 | 4 | 5 | 6 | 7 | 8 | Ogółem |
| D   |      | Nowa Zelandia | 1 | 1 | 2 | 0 | 0 | 1 | 0 | 2 | 7      |
| D   |      | Chiny         | 0 | 0 | 0 | 3 | 2 | 0 | 1 | 0 | 6      |

| Tor | Kraj | Kraj          | 1 | 2 | 3 | 4 | 5 | 6 | 7 | 8 | Ogółem |
| B   |      | Nowa Zelandia | 0 | 2 | 0 | 2 | 2 | 0 | 0 | 1 | 7      |
| B   |      | Estonia       | 1 | 0 | 1 | 0 | 0 | 1 | 3 | 0 | 6      |

| Tor | Kraj | Kraj          | 1 | 2 | 3 | 4 | 5 | 6 | 7 | 8 | Ogółem |
| C   |      | Nowa Zelandia | 1 | 0 | 2 | 0 | 0 | 2 | 1 | 0 | 6      |
| C   |      | Norwegia      | 0 | 2 | 0 | 2 | 2 | 0 | 0 | 2 | 7      |

| Tor | Kraj | Kraj          | 1 | 2 | 3 | 4 | 5 | 6 | 7 | 8 | Ogółem |
| A   |      | Czechy        | 0 | 2 | 2 | 0 | 3 | 0 | 2 | x | 9      |
| A   |      | Nowa Zelandia | 1 | 0 | 0 | 2 | 0 | 1 | 0 | x | 4      |

17 stycznia
| Tor | Kraj | Kraj             | 1 | 2 | 3 | 4 | 5 | 6 | 7 | 8 | Ogółem |
| C   |      | Korea Południowa | 2 | 3 | 0 | 1 | 0 | 0 | 3 | x | 9      |
| C   |      | Nowa Zelandia    | 0 | 0 | 1 | 0 | 2 | 1 | 0 | x | 4      |

#### Pary mieszane
| Drużyna | Kobieta          | Mężczyzna      | Rezultat |
| ------- | ---------------- | -------------- | -------- |
| 5       | Kelsi Heath      | Thomas Scoffin | Runda 2  |
| 12      | Johanna Heldin   | Luke Steele    | Runda 2  |
| 24      | Denise Pimpini   | David Weyer    | Runda 1  |
| 25      | Eleanor Adviento | Romano Meier   | Runda 1  |

Runda 1
| Tor | Drużyna | Drużyna              | 1 | 2 | 3 | 4 | 5 | 6 | 7 | 8 | Ogółem |
| C   |         | Heath / Scoffin      | 0 | 0 | 4 | 1 | 1 | 0 | 3 | x | 9      |
| C   |         | Kitaguchi / Muirhead | 1 | 2 | 0 | 0 | 0 | 2 | 0 | x | 5      |

| Tor | Drużyna | Drużyna         | 1 | 2 | 3 | 4 | 5 | 6 | 7 | 8 | Ogółem |
| B   |         | Ward / Skogvold | 3 | 1 | 0 | 1 | 0 | 3 | 0 | 0 | 8      |
| B   |         | Heldin / Steele | 0 | 0 | 3 | 0 | 1 | 0 | 4 | 1 | 9      |

| Tor | Drużyna | Drużyna            | 1 | 2 | 3 | 4 | 5 | 6 | 7 | 8 | Ogółem |
| D   |         | Hannen / Cernovsky | 0 | 2 | 1 | 2 | 0 | 0 | 2 | 1 | 8      |
| D   |         | Pimpini / Weyer    | 2 | 0 | 0 | 0 | 2 | 1 | 0 | 0 | 5      |

| Tor | Drużyna | Drużyna            | 1 | 2 | 3 | 4 | 5 | 6 | 7 | 8 | 9 | Ogółem |
| A   |         | Adviento / Meier   | 2 | 0 | 1 | 0 | 1 | 0 | 3 | 0 | 0 | 7      |
| A   |         | Anderson / Menzies | 0 | 1 | 0 | 2 | 0 | 2 | 0 | 2 | 1 | 8      |

Runda 2
| Tor | Drużyna | Drużyna          | 1 | 2 | 3 | 4 | 5 | 6 | 7 | 8 | Ogółem |
| A   |         | Heath / Scoffin  | 0 | 1 | 0 | 1 | 1 | 0 | 2 | 0 | 5      |
| A   |         | Hruzova / Waskow | 2 | 0 | 1 | 0 | 0 | 1 | 0 | 2 | 6      |

| Tor | Drużyna | Drużyna            | 1 | 2 | 3 | 4 | 5 | 6 | 7 | 8 | Ogółem |
| C   |         | Werenich / Dropkin | 1 | 0 | 5 | 0 | 1 | 2 | 1 | x | 10     |
| C   |         | Heldin / Steele    | 0 | 1 | 0 | 2 | 0 | 0 | 0 | x | 3      |

### Hokej na lodzie
Chłopcy
| Zawodnik     | Konkurencja                         | Kwalifikacje | Kwalifikacje | Wielki finał | Wielki finał |
| Zawodnik     | Konkurencja                         | Punkty       | Miejsce      | Punkty       | Miejsce      |
| ------------ | ----------------------------------- | ------------ | ------------ | ------------ | ------------ |
| Callum Burns | Konkurs umiejętności indywidualnych | 21           | 4. Q         | 19           | 4.           |

Dziewczęta
| Zawodniczka    | Konkurencja                         | Kwalifikacje | Kwalifikacje | Wielki finał | Wielki finał |
| Zawodniczka    | Konkurencja                         | Punkty       | Miejsce      | Punkty       | Miejsce      |
| -------------- | ----------------------------------- | ------------ | ------------ | ------------ | ------------ |
| Libby-Jean Hay | Konkurs umiejętności indywidualnych | 15           | 8. Q         | 12           | 8.           |

### Narciarstwo alpejskie
Chłopcy
| Zawodnik          | Konkurencja     | Wyniki  | Wyniki  | Wyniki  | Wyniki  |
| Zawodnik          | Konkurencja     | Runda 1 | Runda 2 | Razem   | Miejsce |
| ----------------- | --------------- | ------- | ------- | ------- | ------- |
| Harry Izard-Price | Slalom          | 46.12   | 43.05   | 1:29.17 | 23.     |
| Harry Izard-Price | Slalom gigant   | 1:00.76 | 56.31   | 1:57.07 | 14.     |
| Harry Izard-Price | Supergigant     |         |         | 1:09.52 | 31.     |
| Harry Izard-Price | Superkombinacja | 1:07.66 | 40.62   | 1:48.28 | 22.     |

Dziewczęta
| Zawodnik     | Konkurencja     | Wyniki  | Wyniki        | Wyniki        | Wyniki        |
| Zawodnik     | Konkurencja     | Runda 1 | Runda 2       | Razem         | Miejsce       |
| ------------ | --------------- | ------- | ------------- | ------------- | ------------- |
| Piera Hudson | Slalom          | 47.93   | 41.69         | 1:29.62       | 15.           |
| Piera Hudson | Slalom gigant   | 1:00.51 | Nie ukończyła | Nie ukończyła | Nie ukończyła |
| Piera Hudson | Supergigant     |         |               | 1:08.06       | 17.           |
| Piera Hudson | Superkombinacja | 1:07.52 | 40.28         | 1:47.80       | 16.           |

### Narciarstwo dowolne
Chłopcy
| Zawodnik       | Konkurencja | Kwalifikacje | Kwalifikacje | Ćwierćfinał | Półfinał  | Finał     |
| Zawodnik       | Konkurencja | Czas         | Miejsce      | Miejsce     | Miejsce   | Miejsce   |
| -------------- | ----------- | ------------ | ------------ | ----------- | --------- | --------- |
| Samuel Andrews | Ski cross   | 1:02.74      | 18.          | Anulowane   | Anulowane | Anulowane |

| Zawodnik         | Konkurencja | Kwalifikacje | Kwalifikacje | Finał  | Finał   |
| Zawodnik         | Konkurencja | Punkty       | Miejsce      | Punkty | Miejsce |
| ---------------- | ----------- | ------------ | ------------ | ------ | ------- |
| Beau-James Wells | Halfpipe    | 82.50        | 1 Q          | 85.50  | 4       |

Dziewczęta
| Zawodniczka    | Konkurencja | Kwalifikacje | Kwalifikacje | Finał          | Finał          |
| Zawodniczka    | Konkurencja | Punkty       | Miejsce      | Punkty         | Miejsce        |
| -------------- | ----------- | ------------ | ------------ | -------------- | -------------- |
| Samantha Poots | Halfpipe    | 52.00        | 7            | Nie awansowała | Nie awansowała |

### Saneczkarstwo
Chłopcy
| Zawodnik      | Konkurencja | Finał   | Finał   | Finał    | Finał   |
| Zawodnik      | Konkurencja | Ślizg 1 | Ślizg 2 | Razem    | Miejsce |
| ------------- | ----------- | ------- | ------- | -------- | ------- |
| Matheson Hill | Jedynki     | 42.677  | 41.357  | 1:24.034 | 25.     |

### Snowboard
Chłopcy
| Zawodnicy     | Konkurencja | Kwalifikacje    | Kwalifikacje    | Kwalifikacje    | Półfinał        | Półfinał        | Półfinał        | Finał           | Finał           | Finał           |
| Zawodnicy     | Konkurencja | Zjazd 1         | Zjazd 2         | Miejsce         | Zjazd 1         | Zjazd 2         | Miejsce         | Zjazd 1         | Zjazd 2         | Miejsce         |
| ------------- | ----------- | --------------- | --------------- | --------------- | --------------- | --------------- | --------------- | --------------- | --------------- | --------------- |
| Hamish Bagley | Halfpipe    | 58.50           | 64.75           | 5 q             | 40.50           | 68.50           | 5 Q             | 57.25           | 46.25           | 10.             |
| Hamish Bagley | Slopestyle  | Nie wystartował | Nie wystartował | Nie wystartował | Nie wystartował | Nie wystartował | Nie wystartował | Nie wystartował | Nie wystartował | Nie wystartował |
| Tim Herbert   | Slopestyle  | 44.50           | 57.00           | 10              |                 |                 |                 | Nie awansował   | Nie awansował   | Nie awansował   |